# Liste des lieux patrimoniaux du district de Kenora
Cet article recense les lieux patrimoniaux du district de Kenora inscrits au répertoire des lieux patrimoniaux du Canada, qu'ils soient de niveau provincial, fédéral ou municipal.

## Liste
| [ 1 ] | Lieu patrimonial                         | Illustration                             | Municipalité  | Adresse                          | Coordonnées      | No   | Constr. | Prot.                                | Rec. | Notes |
| ----- | ---------------------------------------- | ---------------------------------------- | ------------- | -------------------------------- | ---------------- | ---- | ------- | ------------------------------------ | ---- | ----- |
| F     | Gare ferroviaire du Canadien Pacifique   | Gare ferroviaire du Canadien Pacifique   | Kenora        | Railway Street                   | 49.768 -94.486   | 4545 | 1899    | GFP                                  | 1991 |       |
| F     | Gare du Canadien National et de VIA Rail | Gare du Canadien National et de VIA Rail | Sioux Lookout | South of Front St. (at 4th Ave.) | 50.098 -91.916   | 6906 | 1911    | GFP                                  | 1993 |       |
| P     | Sioux Lookout CNR Station                | Sioux Lookout CNR Station                | Sioux Lookout | 53, Front Street                 | 50.0976 -91.9164 | 8900 | 1911    | Ontario Heritage Foundation Easement | 2003 |       |